# Svetlana Mironova
Svetlana Mironova, född den 20 augusti 1986 i Gorkij (nuvarande Nizjnij Novgorod), är en rysk orienterare som blev världsmästarinna på långdistans 2014 och som ingick i stafettlaget som tog guld vid EM 2012.